# 納多鎮區 (密歇根州)
納多鎮區（英語：Nadeau Township）是位於美國密歇根州梅諾米尼縣的一個行政鎮區。

## 地方資料
納多鎮區的面積為209.30平方千米，當中陸地面積為209.10平方千米，而水域面積為0.20平方千米。根據2020年美國人口普查的數據，當地共有人口1090人，而人口密度為每平方千米5.21人。